# Hertha Berliner Sport-Club 1980-1981
Questa voce raccoglie le informazioni riguardanti l'Hertha Berliner Sport-Club nelle competizioni ufficiali della stagione 1980-1981.

## Stagione
Nella stagione 1980-1981 l'Hertha Berlino, allenato da Uwe Klimaschefski, concluse il campionato di 2. Bundesliga al 3º posto. In Coppa di Germania l'Hertha Berlino fu eliminato in semifinale dall'Eintracht Francoforte.

## Rosa
| N. |                     | Ruolo | Calciatore        |
| -- | ------------------- | ----- | ----------------- |
|    | Germania (bandiera) | P     | Gregor Quasten    |
|    | Germania (bandiera) | P     | Manfred Werner    |
|    | Germania (bandiera) | D     | Holger Brück      |
|    | Germania (bandiera) | D     | Jürgen Diefenbach |
|    | Germania (bandiera) | D     | Horst Ehrmantraut |
|    | Germania (bandiera) | D     | Walter Gruler     |
|    | Germania (bandiera) | D     | Robert Jüttner    |
|    | Germania (bandiera) | D     | Edi Stöhr         |
|    | Germania (bandiera) | D     | Dieter Timme      |
|    | Germania (bandiera) | D     | Jochem Ziegert    |

| N. |                       | Ruolo | Calciatore        |
| -- | --------------------- | ----- | ----------------- |
|    | Thailandia (bandiera) | C     | Witthaya Laohakul |
|    | Germania (bandiera)   | C     | Jürgen Mohr       |
|    | Germania (bandiera)   | C     | Peter Pagel       |
|    | Germania (bandiera)   | A     | Pierre Dickert    |
|    | Germania (bandiera)   | A     | Werner Killmaier  |
|    | Giappone (bandiera)   | A     | Yasuhiko Okudera  |
|    | Germania (bandiera)   | A     | Thomas Remark     |
|    | Germania (bandiera)   | A     | Frank Voihs       |
|    | Germania (bandiera)   | A     | Lothar Wesseler   |

## Organigramma societario
Area tecnica
- Allenatore: Uwe Klimaschefski
- Allenatore in seconda: Hans Eder
- Preparatore dei portieri:
- Preparatori atletici:

## Calciomercato

### Sessione estiva
| Acquisti | Acquisti          | Acquisti              | Acquisti |
| R.       | Nome              | da                    | Modalità |
| -------- | ----------------- | --------------------- | -------- |
| A        | Yasuhiko Okudera  | Colonia               |          |
| D        | Horst Ehrmantraut | Eintracht Francoforte |          |
| D        | Walter Gruler     | Homburg               |          |
| D        | Robert Jüttner    | Hertha Zehlendorf     |          |
| A        | Werner Killmaier  | ESV Ingolstadt        |          |
| C        | Jürgen Mohr       | Colonia               |          |
| C        | Peter Pagel       | FC Spandau 06         |          |
| P        | Gregor Quasten    | Homburg               |          |
| D        | Edi Stöhr         | MTV Ingolstadt        |          |
| A        | Frank Voihs       | TuS Langerwehe        |          |
| A        | Lothar Wesseler   | Wormatia Worms        |          |

| Cessioni | Cessioni             | Cessioni              | Cessioni |
| R.       | Nome                 | a                     | Modalità |
| -------- | -------------------- | --------------------- | -------- |
| A        | Paul Dörflinger      | Friburgo              |          |
| A        | Henrik Agerbeck      | Nantes                |          |
| P        | Wolfgang Kleff       | Borussia M'gladbach   |          |
| D        | Uwe Kliemann         | Arminia Bielefeld     |          |
| A        | Dietmar Krämer       | Wettingen             |          |
| A        | Hans-Günther Plücken | Uerdingen 05          |          |
| C        | Ole Rasmussen        | Odense                |          |
| C        | Wolfgang Sidka       | Monaco 1860           |          |
| D        | Michael Sziedat      | Eintracht Francoforte |          |
| A        | Michael Toppel       | LASK                  |          |
| C        | Engin Verel          | Anderlecht            |          |
| A        | Christian Werner     | Monaco 1860           |          |

### Sessione invernale
| Acquisti | Acquisti       | Acquisti     | Acquisti |
| R.       | Nome           | da           | Modalità |
| -------- | -------------- | ------------ | -------- |
| D        | Jochem Ziegert | TeBe Berlino |          |

| Cessioni | Cessioni              | Cessioni     | Cessioni |
| R.       | Nome                  | a            | Modalità |
| -------- | --------------------- | ------------ | -------- |
| A        | Thorsten Schlumberger | TeBe Berlino |          |

## Risultati

### 2. Bundesliga

#### Girone di andata
| Arbitro: | Retzmann |

|                                    |           |  |
| Poesger 67’ (rig.) Kalkbrenner 83’ | Marcatori |  |

| Arbitro: | Roth |

|                                                       |           |  |
| Quasten 10’ (rig.) Remark 16’ Jüttner 29’ Dickert 33’ | Marcatori |  |

| Arbitro: | Osmers |

|                                                     |           |                  |
| Guðlaugsson 21’ Mödrath 62’ Lütkebohmert 69’ (rig.) | Marcatori | 84’ Schlumberger |

| Arbitro: | Uhlig |

|  |           |          |
|  | Marcatori | 66’ Wolf |

| Arbitro: | Wahmann |

|  |           |                                                           |
|  | Marcatori | 26’ Schlumberger 44’ Remark 57’ (rig.) Wesseler 89’ Pagel |

| Arbitro: | Wichmann |

|                                |           |                        |
| Pagel 48’ Remark 60’ Timme 72’ | Marcatori | 41’ Schmid 85’ Gerland |

| Arbitro: | Redelfs |

|                      |           |               |
| Daras 34’ Hamann 46’ | Marcatori | 26’ Killmaier |

| Arbitro: | Horstmann |

|                                       |           |           |
| Wesseler 11’, 79’ Remark 26’ Mohr 28’ | Marcatori | 13’ Wille |

| Arbitro: | Kespohl |

|            |           |                              |
| Krüger 75’ | Marcatori | 1’ Remark 59’, 62’ Killmaier |

| Arbitro: | Wippker |

|                                                                    |           |  |
| Killmaier 16’, 46’ Ehrmantraut 18’ Remark 21’ Dickert 67’ Mohr 78’ | Marcatori |  |

| Arbitro: | Kopka |

|                                                        |           |  |
| Killmaier 33’, 46’ Wesseler 57’ (rig.) Ehrmantraut 83’ | Marcatori |  |

| Arbitro: | Eschweiler |

|  |           |                                                  |
|  | Marcatori | 8’ Ehrmantraut 54’ Killmaier 84’ Remark 87’ Mohr |

| Arbitro: | Welling |

|                                 |           |             |
| Remark 15’, 70’ Ehrmantraut 40’ | Marcatori | 76’ Bittner |

| Arbitro: | Pauly |

|              |           |            |
| Kostedde 56’ | Marcatori | 75’ Gruler |

| Arbitro: | Nolte |

|                         |           |  |
| Remark 4’ Killmaier 35’ | Marcatori |  |

| Arbitro: | Burgers |

|                |           |           |
| Kleppinger 45’ | Marcatori | 63’ Brück |

| Arbitro: | Puchalski |

|                                                                          |           |  |
| Killmaier 9’, 19’ Ehrmantraut 28’ Remark 36’, 66’, 78’, 87’ Laohakul 90’ | Marcatori |  |

| Arbitro: | Milkert |

|                                             |           |  |
| Feilzer 14’ (rig.) Olaidotter 57’ Fagot 75’ | Marcatori |  |

| Arbitro: | Diekert |

|                                                 |           |                         |
| Killmaier 20’, 82’ Dickert 64’ (rig.) Stöhr 69’ | Marcatori | 56’ Allig 57’ Mannebach |

| Arbitro: | Schön |

|  |           |                                          |
|  | Marcatori | 28’ Ehrmantraut 60’ Gruler 84’ Killmaier |

| Arbitro: | Diekert |

|                         |           |  |
| Remark 35’ Wesseler 72’ | Marcatori |  |

#### Girone di ritorno
| Arbitro: | Kopka |

|                          |           |  |
| Remark 26’ Killmaier 56’ | Marcatori |  |

| Arbitro: | Möller |

|  |           |                                    |
|  | Marcatori | 62’ Dickert 82’ Okudera 87’ Remark |

| Arbitro: | Gabriel |

|                                         |           |             |
| Dickert 4’, 15’ Killmaier 45’, 70’, 78’ | Marcatori | 66’ Mödrath |

| Arbitro: | Assenmacher |

|                                                           |           |  |
| Gruler 26’ Dickert 29’ (rig.) Killmaier 42’, 83’ Mohr 77’ | Marcatori |  |

| Arbitro: | Hennig |

|             |           |                                                     |
| Schütte 61’ | Marcatori | 2’ Killmaier 68’ Gruler 87’ Mohr 90’ (aut.) Schütte |

| Arbitro: | Risse |

|                                                      |           |             |
| Wolf 54’ Thomas 63’ (rig.) Sinnigen 89’ Bertrams 90’ | Marcatori | 14’ Dickert |

| Arbitro: | Fiene |

|                                                              |           |                  |
| Dickert 20’ (rig.) Ehrmantraut 48’ Pagel 64’ Remark 78’, 86’ | Marcatori | 16’ (aut.) Stöhr |

| Arbitro: | Burgers |

|               |           |                                            |
| Nabrotzki 18’ | Marcatori | 38’ Jüttner 53’ Okudera 70’, 71’ Killmaier |

| Arbitro: | Redelfs |

|                                            |           |                        |
| Killmaier 11’ Okudera 46’, 90’ Dickert 48’ | Marcatori | 6’ Krüger 22’ Krumbein |

| Arbitro: | Malbranc |

|             |           |  |
| Semlits 32’ | Marcatori |  |

| Arbitro: | Ahlenfelder |

|             |           |                     |
| Kellner 44’ | Marcatori | 31’ Mohr 83’ Gruler |

| Arbitro: | Zittrich |

|                               |           |                        |
| Killmaier 2’, 11’ Okudera 86’ | Marcatori | 50’ Sekula 82’ Klinger |

| Arbitro: | Glasneck |

|  |           |                                                                   |
|  | Marcatori | 14’ Remark 40’ (rig.) Wesseler 58’, 64’ Killmaier 68’ Ehrmantraut |

| Arbitro: | Waltert |

|             |           |                                    |
| Okudera 26’ | Marcatori | 62’ (rig.) Reinders 84’ Rautiainen |

| Arbitro: | Heitmann |

|            |           |                                        |
| Helmes 66’ | Marcatori | 24’, 47’ Killmaier 30’ (rig.) Wesseler |

| Arbitro: | Eschweiler |

|               |           |  |
| Killmaier 66’ | Marcatori |  |

| Arbitro: | Kautschor |

|  |           |          |
|  | Marcatori | 40’ Mohr |

| Arbitro: | Möller |

|                           |           |  |
| Killmaier 5’ Wesseler 85’ | Marcatori |  |

| Arbitro: | Eschenbach |

|          |           |                                                                      |
| Allig 2’ | Marcatori | 26’ Mohr 33’, 44’ Ehrmantraut 42’ Wesseler 75’ Okudera 85’ Killmaier |

| Arbitro: | Pauly |

|                          |           |                                       |
| Remark 15’ Killmaier 50’ | Marcatori | 14’ Worm 64’ Grobe 76’ Bruns 77’ Pahl |

| Arbitro: | Kopka |

|  |           |                                                                        |
|  | Marcatori | 7’, 18’ Killmaier 26’ Mohr 41’ Okudera 51’ Wesseler 57’ (rig.) Quasten |

### Coppa di Germania
| Arbitro: | Zittrich |

|                                                |           |            |
| Remark 13’ Ehrmantraut 19’ Wesseler 87’ (rig.) | Marcatori | 73’ Hamann |

| Arbitro: | Roth |

|                                                    |           |                    |
| Killmaier 36’ Remark 43’ Pagel 58’ Ehrmantraut 84’ | Marcatori | 19’ (rig.) Schulze |

| Arbitro: | Retzmann |

|                                               |           |             |
| Dickert 56’, 88’ Ehrmantraut 83’ Wesseler 90’ | Marcatori | 81’ Posniak |

| Arbitro: | Horeis |

|                                       |           |             |
| Remark 23’, 56’, 73’, 83’ Dickert 43’ | Marcatori | 89’ Kanders |

| Arbitro: | Klauser |

|                          |           |            |
| Killmaier 12’ Remark 65’ | Marcatori | 71’ Allofs |

| Arbitro: | Heitmann |

|         |           |  |
| Cha 30’ | Marcatori |  |

## Statistiche

### Statistiche di squadra
| Competizione      | Punti | In casa | In casa | In casa | In casa | In casa | In casa | In trasferta | In trasferta | In trasferta | In trasferta | In trasferta | In trasferta | Totale | Totale | Totale | Totale | Totale | Totale | DR  |
| Competizione      | Punti | G       | V       | N       | P       | Gf      | Gs      | G            | V            | N            | P            | Gf           | Gs           | G      | V      | N      | P      | Gf     | Gs     | DR  |
| ----------------- | ----- | ------- | ------- | ------- | ------- | ------- | ------- | ------------ | ------------ | ------------ | ------------ | ------------ | ------------ | ------ | ------ | ------ | ------ | ------ | ------ | --- |
| 2. Bundesliga     | 64    | 21      | 18      | 0       | 3       | 70      | 19      | 21           | 13           | 2            | 6            | 53           | 23           | 42     | 31     | 2      | 9      | 123    | 42     | +81 |
| Coppa di Germania | -     | 5       | 5       | 0       | 0       | 18      | 5       | 1            | 0            | 0            | 1            | 0            | 1            | 6      | 5      | 0      | 1      | 18     | 6      | +12 |
| Totale            | 64    | 26      | 23      | 0       | 3       | 88      | 24      | 22           | 13           | 2            | 7            | 53           | 24           | 48     | 36     | 2      | 10     | 141    | 48     | +93 |

### Andamento in campionato
| Giornata  | 1  | 2 | 3  | 4  | 5  | 6 | 7  | 8  | 9 | 10 | 11 | 12 | 13 | 14 | 15 | 16 | 17 | 18 | 19 | 20 | 21 | 22 | 23 | 24 | 25 | 26 | 27 | 28 | 29 | 30 | 31 | 32 | 33 | 34 | 35 | 36 | 37 | 38 | 39 | 40 | 41 | 42 |
| --------- | -- | - | -- | -- | -- | - | -- | -- | - | -- | -- | -- | -- | -- | -- | -- | -- | -- | -- | -- | -- | -- | -- | -- | -- | -- | -- | -- | -- | -- | -- | -- | -- | -- | -- | -- | -- | -- | -- | -- | -- | -- |
| Luogo     | T  | C | T  | C  | T  | C | T  | C  | T | C  | C  | T  | C  | T  | C  | T  | C  | T  | C  | T  | C  | C  | T  | C  | C  | T  | T  | C  | T  | C  | T  | T  | C  | T  | C  | T  | C  | T  | C  | T  | C  | T  |
| Risultato | P  | V | P  | P  | V  | V | P  | V  | V | V  | V  | V  | V  | N  | V  | N  | V  | P  | V  | V  | V  | V  | V  | V  | V  | V  | P  | V  | V  | V  | P  | V  | V  | V  | P  | V  | V  | V  | V  | V  | P  | V  |
| Posizione | 19 | 6 | 16 | 18 | 14 | 9 | 14 | 10 | 8 | 7  | 6  | 4  | 4  | 4  | 3  | 4  | 3  | 3  | 3  | 3  | 2  | 2  | 2  | 2  | 2  | 2  | 2  | 2  | 2  | 2  | 2  | 2  | 2  | 2  | 3  | 3  | 3  | 2  | 2  | 2  | 3  | 3  |

Legenda:

Luogo: C = Casa; T = Trasferta. Risultato: V = Vittoria; N = Pareggio; P = Sconfitta.

### Statistiche dei giocatori
| Giocatore       | 2. Bundesliga | 2. Bundesliga | 2. Bundesliga | 2. Bundesliga | Coppa di Germania | Coppa di Germania | Coppa di Germania | Coppa di Germania | Totale   | Totale | Totale      | Totale     |
| Giocatore       | Presenze      | Reti          | Ammonizioni   | Espulsioni    | Presenze          | Reti              | Ammonizioni       | Espulsioni        | Presenze | Reti   | Ammonizioni | Espulsioni |
| --------------- | ------------- | ------------- | ------------- | ------------- | ----------------- | ----------------- | ----------------- | ----------------- | -------- | ------ | ----------- | ---------- |
| H. Brück        | 40            | 1             | 9             | 0             | 5                 | 0                 | 1                 | 0                 | 45       | 1      | 10          | 0          |
| P. Dickert      | 38            | 10            | 2             | 0             | 6                 | 3                 | 0                 | 0                 | 44       | 13     | 2           | 0          |
| J. Diefenbach   | 17            | 0             | 0             | 0             | 3                 | 0                 | 0                 | 0                 | 20       | 0      | 0           | 0          |
| P. Dörflinger   | 3             | 0             | 0             | 0             | 1                 | 0                 | 0                 | 0                 | 4        | 0      | 0           | 0          |
| H. Ehrmantraut  | 41            | 10            | 2             | 0             | 6                 | 3                 | 0                 | 0                 | 47       | 13     | 2           | 0          |
| W. Gruler       | 42            | 5             | 2             | 0             | 6                 | 0                 | 0                 | 0                 | 48       | 5      | 2           | 0          |
| R. Jüttner      | 18            | 2             | 0             | 2             | 2                 | 0                 | 0                 | 0                 | 20       | 2      | 0           | 2          |
| W. Killmaier    | 39            | 36            | 2             | 0             | 5                 | 2                 | 0                 | 0                 | 44       | 38     | 2           | 0          |
| W. Laohakul     | 19            | 1             | 2             | 0             | 2                 | 0                 | 0                 | 0                 | 21       | 1      | 2           | 0          |
| J. Mohr         | 34            | 9             | 4             | 0             | 4                 | 0                 | 0                 | 0                 | 38       | 9      | 4           | 0          |
| Y. Okudera      | 25            | 8             | 0             | 0             | 4                 | 0                 | 0                 | 0                 | 29       | 8      | 0           | 0          |
| P. Pagel        | 9             | 3             | 0             | 0             | 3                 | 1                 | 0                 | 0                 | 12       | 4      | 0           | 0          |
| G. Quasten      | 42            | 2             | 1             | 0             | 5                 | 0                 | 2                 | 0                 | 47       | 2      | 3           | 0          |
| T. Remark       | 40            | 21            | 2             | 0             | 6                 | 7                 | 0                 | 0                 | 46       | 28     | 2           | 0          |
| T. Schlumberger | 12            | 2             | 1             | 0             | 1                 | 0                 | 0                 | 0                 | 13       | 2      | 1           | 0          |
| E. Stöhr        | 33            | 1             | 2             | 0             | 4                 | 0                 | 0                 | 0                 | 37       | 1      | 2           | 0          |
| D. Timme        | 21            | 1             | 0             | 0             | 4                 | 0                 | 0                 | 0                 | 25       | 1      | 0           | 0          |
| F. Voihs        | 3             | 0             | 0             | 0             | 2                 | 0                 | 0                 | 0                 | 5        | 0      | 0           | 0          |
| M. Werner       | 0             | 0             | 0             | 0             | 1                 | 0                 | 0                 | 0                 | 1        | 0      | 0           | 0          |
| L. Wesseler     | 40            | 10            | 1             | 0             | 5                 | 2                 | 0                 | 0                 | 45       | 12     | 1           | 0          |
| J. Ziegert      | 18            | 0             | 4             | 0             | 3                 | 0                 | 1                 | 0                 | 21       | 0      | 5           | 0          |